# Acétyl-coenzyme A acétyltransférase
L'acétyl-CoA acétyltransferase est une enzyme de type acyltransférase, aussi appelé thiolase, qui intervient dans la quatrième et dernière étape de la bêta-oxydation des acides gras. Elle permet, à la suite de la création d'une liaison carbone-carbone moins stable (entre le carbone α et β), de cliver la β-cétoacyl-Coa pour permettre de libérer un acétyl-Coenzyme A, ainsi qu'un acide gras avec deux carbones de moins (les 2 carbones étant ceux libérés, qui se retrouvent dans l'acétyl-CoA). Elle nécessite du coenzyme A afin de le fixer sur l'acide gras restant et ainsi engranger un nouveau cycle de la β-oxydation.